# Bratři Zikmundové, benzinová čerpací stanice v Hradci Králové
Bratři Zikmundové, benzinová čerpací stanice v Hradci Králové-Plotišti nad Labem je budova bývalé čerpací stanice, která stojí v ulici Koutníkova po pravé straně ve směru od centra města do Liberce a Náchoda. V roce 2016 byla navržena na kulturní památku.

## Historie
Na území Hradce Králové se nacházejí dvě historické čerpací stanice – v ulici Koutníkova z roku 1939 a na Denisově náměstí v Kuklenách z roku 1940. Stanici v ulici Koutníkova dala postavit pražská firma Bratři Zikmundové, která produkovala pohonné látky a pod značkou „BZ“ provozovala jednu z největších sítí benzínových čerpadel v Československu ve 20. a 30. letech 20. století. (Bratři Oldřich a Rudolf byli syny podnikatele a průmyslníka Vojtěcha Zikmunda.)

## Popis
Čerpací stanice je tvořena kruhovým kioskem pro personál krytým železobetonovou střechou s centrálním kruhovým světlíkem, kterou nesou čtyři železobetonové nosníky. Stanice měla čtyři čerpadlové stojany dodané pražskou firmou Hejduk & Faix a dvě podzemní nádrže po 5000 litrech; v té době patřil tento typ mezi velké benzinové pumpy.

## Konverze
V roce 2018 stanici od města odkoupila kavárenská síť a adaptovala ji na kavárnu. Stavební úřad však firmě dříve vydané stavební povolení odebral.